# 纳瓦斯库埃斯
纳瓦斯库埃斯（西班牙語：Navascués）是西班牙纳瓦拉的一个市镇。总面积96平方公里，总人口204人（2001年），人口密度2人/平方公里。